# Sauropleurinae
Sauropleurinae — вимерла підродина нектрідових тетраподоморфів. Поряд з підродиною Urocordylinae, Sauropleurinae є частиною родини Urocordylidae. Як і інші урокордилиди, завроплеврини мають довгі сплощені хвости і зовні нагадують водяних тритонів. Вони відрізняються від урокордилинів вузькими загостреними черепами. Sauropleurinae включає роди Sauropleura, Crossotelos, Lepterpeton і Montcellia, які жили під час пізнього карбону та ранньої пермі на території сучасної Північної Америки та Європи.